# ماري كاثرين غودارد
ماري كاثرين غودارد (بالإنجليزية: Mary Katherine Goddard) هي سيدة أعمال أمريكية، ولدت في 16 يونيو 1738 في كونيتيكت في الولايات المتحدة، وتوفيت في 12 أغسطس 1816 في بالتيمور في الولايات المتحدة.

## وصلات خارجية
- ماري كاثرين غودارد على موقع الموسوعة البريطانية (الإنجليزية)